# Exyra fax
Exyra fax là một loài bướm đêm trong họ Noctuidae.